# Boeing X-51
Le Boeing X-51 est un prototype d'avion sans pilote hypersonique équipé d'un superstatoréacteur, devant atteindre Mach 6 (soit 7 350 km/h). Le X-51A WaveRider est un programme conjoint de l'United States Air Force, de la DARPA, de la NASA, de Boeing Phantom Works et de Pratt & Whitney lancé en 2004 et produit, selon les informations publiées en mai 2010, à quatre exemplaires. Son nom évoque le mythique X-15.

## Description

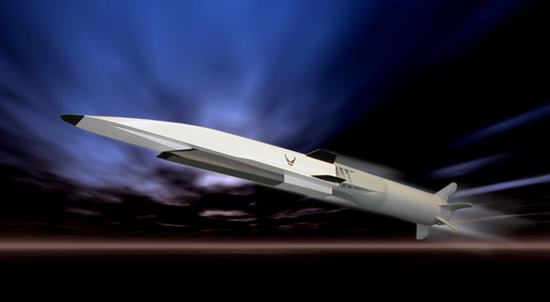
Vue d'artiste du X-51.

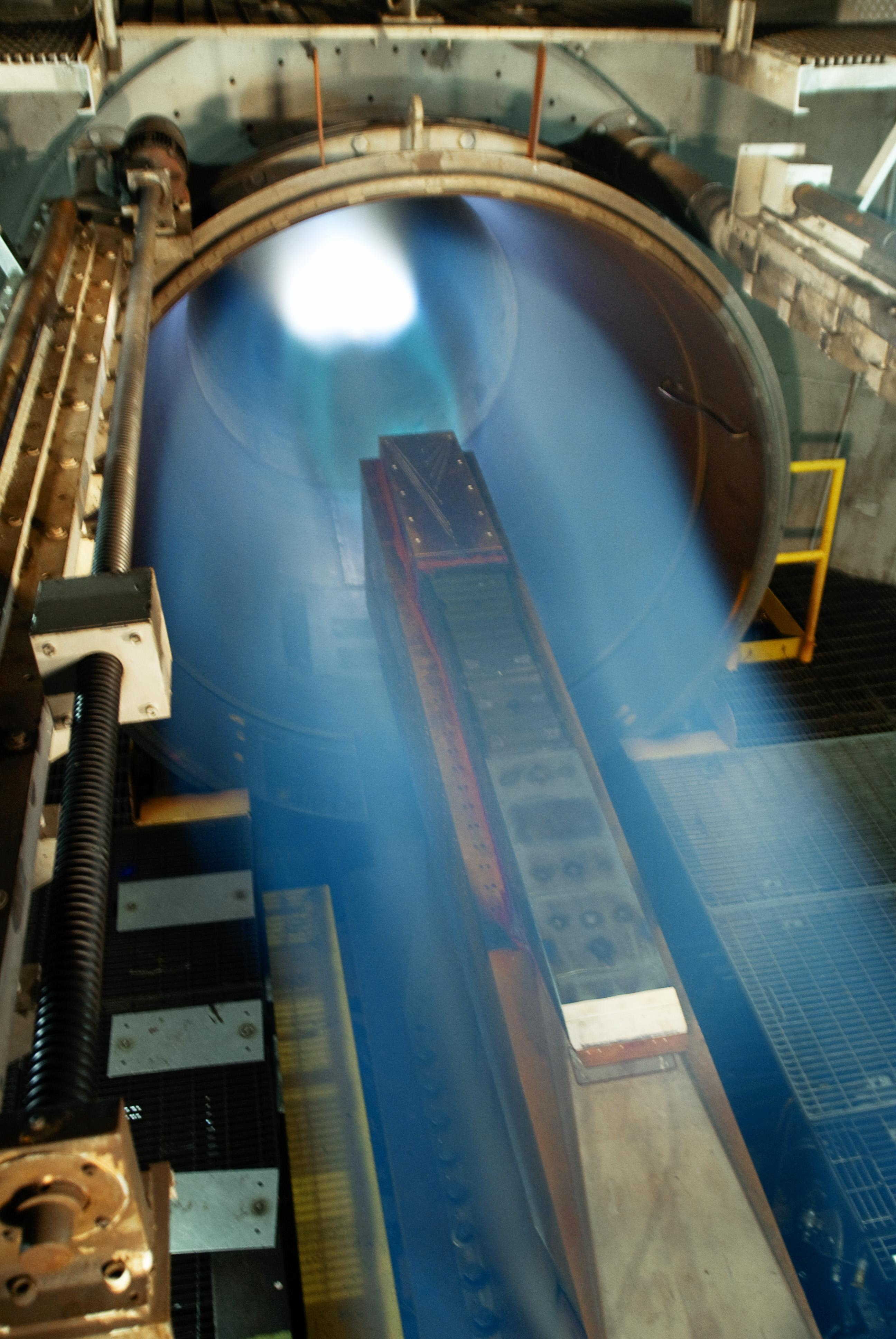
Le SJX61-2 a réussi différents tests de vitesse, dont celui d'atteindre Mach 5 au Langley Research Center de la NASA à Hampton, Virginie.

D'une longueur de 7,62 mètres, le X-51 s'élance depuis un bombardier B-52H, puis est accéléré par un propulseur d'appoint à une vitesse de Mach 4,7, avant d'utiliser son statoréacteur, qui lui permet de maintenir une vitesse de Mach 6 pendant au moins 300 secondes. Contrairement aux superstatoréacteurs conçus avant lui, qui utilisaient comme carburant de l'hydrogène, le X-51 utilise environ 123 kg d'un carburant aviation de type militaire, le JP-7. Il est également équipé d'un nouveau système de refroidissement (le nez devrait en effet atteindre une température de 1 480 °C).
Le X-51 utilise un nouveau superstatoréacteur nommé SJX61-2 fabriqué par Pratt & Whitney Rocketdyne.

## Essais
Largué à partir d'un avion B-52, le X-51 a réalisé avec succès son premier vol d'essai le 26 mai 2010 en atteignant une vitesse de plus de 7 000 km/h,. Le superstatoréacteur s'est éteint à 110 secondes mais put être redémarré à 143 secondes.
Le deuxième vol a lieu le 13 juin 2011. Il est allé à un peu plus de Mach 5, en utilisant de l'éthylène en vol supersonique. Lorsque le véhicule a tenté de passer au JP7 pour le vol hypersonique, le superstatoréacteur n'a pas fonctionné et il s'est écrasé en mer dans la zone de test après un vol contrôlé. 
Le troisième vol d'essai du X-51A Waverider le 14 août 2012 s'est soldé par un échec. En effet, le vol s'est interrompu après 16 secondes à cause d'un problème d'empennage. L'essai prévoyait un vol de 5 minutes à Mach 6 (soit 7 350 km/h).
Le quatrième et dernier X-51A est lancé le 1er mai 2013. Ce vol a été le plus réussi. L'engin a parcouru plus de 230 milles marins (plus de 426 km) en un peu plus de six minutes pour atteindre une vitesse de pointe de Mach 5,1.
Globalement, 9 minutes de données ont été recueillies à partir du programme X-51A. C'est un exploit alors sans précédent prouvant la fiabilité d'un superstatoréacteur utilisant un combustible hydrocarboné.